# Andrés Trigo
Andrés Matías Trigo (* 28. Februar 1986) ist ein chilenischer Badmintonspieler.

## Werdegang
Trigo stammt aus Antofagasta, wo er an der Universidad de Antofagasta ein Studium im Fach Elektroingenieurwesen absolvierte.
Andrés Trigo nahm als Nationalspieler an den Panamerikameisterschaften 2009 (Mannschaft), den Südamerikaspielen 2010 (Mixed, Herrendoppel) und den Panamerikaspielen 2011 (Herreneinzel) teil. Seine beste Platzierung bei diesen Veranstaltungen war Rang fünf bei den Südamerikaspielen im Mixed. 2018 wurde er zusammen mit Esteban Mujica chilenischer Meister im Doppel.